# Paradiopa parthenia
Paradiopa parthenia là một loài bướm đêm trong họ Noctuidae.